# Rüdiger Möller (Architekt)
Rüdiger Möller (* 1940 in Velbert) ist ein deutscher Architekt und Hochschullehrer.

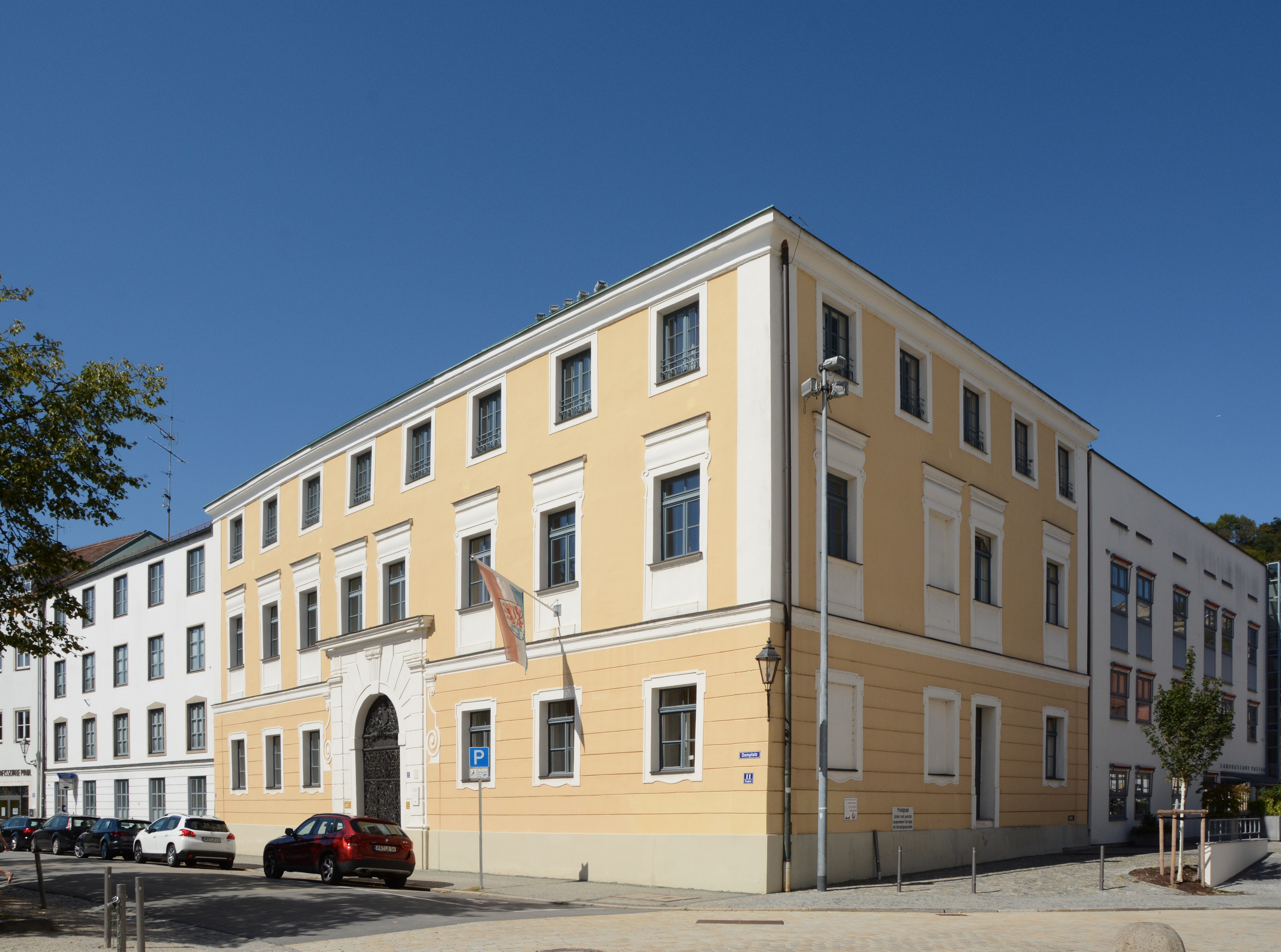
Alt- (orange) und Erweiterungsbau (weiß), Landratsamt Passau

## Werdegang
Rüdiger Möller studierte von 1960 bis 1966 an der Technischen Hochschule München. Nach dem Diplom war er bis 1975 wissenschaftlicher Assistent bei Johannes Ludwig und Friedrich Kurrent an der TU München. Später machte er sich als freischaffender Architekt selbständig. Möller war ab 1985 Professor für Baukonstruktion und Entwerfen an der Fachhochschule München und wurde 1991 als Nachfolger von Hubert Caspari zum Dekan der Architekturfakultät der Hochschule München gewählt. Dieses Amt hatte er bis 1998 inne. Er ist Mitglied im Bund Deutscher Architekten und in der Architekturgalerie München.

## Bauten
als Mitarbeiter von Johannes Ludwig in Kooperation mit Helmut von Werz und Johann-Christoph Ottow:
- 1965–1973: Wohnanlage Mollau, Obersendling[4]

eigene Arbeiten:
- 1976–1977: Haus M., Lage mit Franz Xaver Putschögl
- 1978–1983: Landratsamt Passau mit Franz Xaver Putschögl und Günter Hofmann (Ausführung)
- 1982–1983: Haus B., Freimann[5]
- 1986: Geschosswohnungsbauten  Heidemannstraße, München
- 1989–1993: Christuskirche, Inzell[6]
- 1990: Gemeinderäume St. Lukas, Augsburg-Hammerschmiede
- 1987–1991: Rathaus, Pliening
- 1990–1993: Sparkasse Passau
- 1997–1998: Abfallbehandlungsanlage, Aßlar mit Eva Burbach
- 1991–1999: Magdalenenkirche Eching
- 2001–2002: Wohnhaus in Portugal, Sta. Catharina Fonte do Bispo[7][8]
- 2001–2002: Haus M., Chiemsee[9]
- und Haus R., München-Waldperlach
- 2021: Glockenturm Eching

## Auszeichnungen und Preise
- 1983: BDA-Preis Bayern für Landratsamt Passau[10]
- 1983: Anerkennung BDA-Preis Bayern für Haus B. in München
- 1985: Anerkennung – Deutscher Architekturpreis für Landratsamt Passau[11]
- 1993: Ehrenpreis für guten Wohnungsbau der Stadt München für Mehrfamilienhaus – Domagkstraße 50, München

## Schriften
- mit Michael Gaenssler (Hrsg.): Neues Bauen in alter Umgebung. Katalog zur Ausstellung der Bayerischen Architektenkammer und der Neuen Sammlung München. München 1978.
- Schriftenreihe der Fachhochschule München, Fachbereich Architektur (Hrsg.): Werner Fauser. Gebautes / Ungebautes. Ein Werkbericht aus vier Jahrzehnten. München 1994 mit einem Beitrag von Rüdiger Möller
- Hubert Caspari – Architekt, Lehrer, Mentor. Schriftenreihe der Fachhochschule München, Fachbereich Architektur, München 1995, ISBN 3-9804334-0-4.
- mit Theodor Hugues u. a.: Modellvorhaben Kostengünstiger Wohnungsbau in Bayern, Fraunhofer, Stuttgart 1999, ISBN 978-3-8167-5483-1.
- Gunther Wawrik: Architektur zwischen Bricolage und Instrument, mit Beiträgen von Otto Kapfinger und Rüdiger Möller, Pustet, Salzburg 2000, ISBN 978-3-7025-0419-9.